# Račići (Foča, BiH)
Račići su naseljeno mjesto u općini Foči, Republika Srpska, BiH. Nalaze se uz granicu s Crnom Gorom, desno od rijeke Ćehotine, sjeverno od Vikoča i južno od Papratnog.
Godine 1950. Račići su pripojeni naselju Vikoču.(Sl.list NRBiH, br.11/52).